# Arlandaleden
Arlandaleden  er en motorvej i Sigtuna kommun, der forbinder E4 med Stockholm-Arlanda Airport.
Den udgøre en vigtig transportrute mellem Stockholm og Arlanda.
Arlandaleden blev indviet i oktober 1963 som tosporet motorvej men blev nedklassificeret til motortrafikvej i 1967. I 1990 blev den opgraderet til firesporet motorvej igen.
Motorvejen starter i Trafikplats Arlanda E4 hvor der er forbindelse mod Stockholm og Sundsvall og føres mod øst. Den passerer frakørsel hvor Länsväg 273 forlader motorvejen og hvor der forbindelse mod Norrtälje, Almunge, Arlandastad N.
Motorvejen fortsætter videre og ender i Stockholm-Arlanda Airport.
Vejen har en hastighedsgrænse på 100 km/t.

## Trafikpladser og afkørsler
- Motortrafikvej begynder
- Motorvej begynder
- 181 Trafikplats Arlanda E4 → Stockholm, Sundsvall
- 273 → Norrtälje, Almunge, Arlandastad N
- Stockholm-Arlanda Airport